# 今井兼次
今井兼次（日语：／ Imai Kenji，1895年1月11日—1987年5月20日）為日本大正、昭和時期著名的建築師、早稻田大學教授。

## 生平簡歷
1895年1月11日，今井出生於東京市赤坂區青山權田原町（今 東京都港區元赤坂2丁目），1919年自早稻田大學理工學院建築學系畢業時就被任命為助手，翌年升任為助理教授。1926年至1927年期間為了設計東京地下鐵道車站，曾遠赴歐洲考察觀摩。從蘇俄、北歐一路考察至歐洲，不但觸及包豪斯等現代主義，也研究了安東尼·高迪·科爾內特、拉格納·奧斯特貝里（瑞典語：Ragnar Östberg）和魯道夫·斯坦納（德語：Rudolf Steiner）等人的作品。他歸國之後，向日本建築界介紹這些大師的作品，也成為高迪建築風格的開拓者。1929年帝國美術學院（現改稱武藏野美術大學）成立，1935年因發生同盟休校事件，導致多摩帝國美術學校（現改稱多摩美術大學）獨立分離，於是今井赴後者擔任講師。1937年改任早稻田大學教授，門下著名學者有池原義郎（建築師、日本藝術院會員、早稻田大學名譽教授）等人。
1948年因妻子過世，受洗成為天主教徒；1965年獲得早稻田大學榮譽教授，就任關東學院大學教授；1979年成為日本藝術院會員。今井的建築作品為數並不多，但皆師法合理性、機能性的現代主義建築風格。

## 主要作品
- 1925年：早稻田大學圖書館（現改稱早稻田大學會津八一紀念博物館），位於東京都新宿區，門口大廳以成排的木柱作裝飾，其漆藝與雕工相當精緻。
- 1928年：早稻田大學坪内博士紀念劇院博物館，位於東京都新宿區。
- 1930年：自宅，位於東京都世田谷區。
- 1958年：碌山美術館（日语：碌山美術館），位於長野縣安曇野市。
- 1962年：日本二十六聖人紀念館，位於長崎縣長崎市。
- 1970年：遠山紀念館（日语：遠山記念館），位於埼玉縣比企郡川島町。

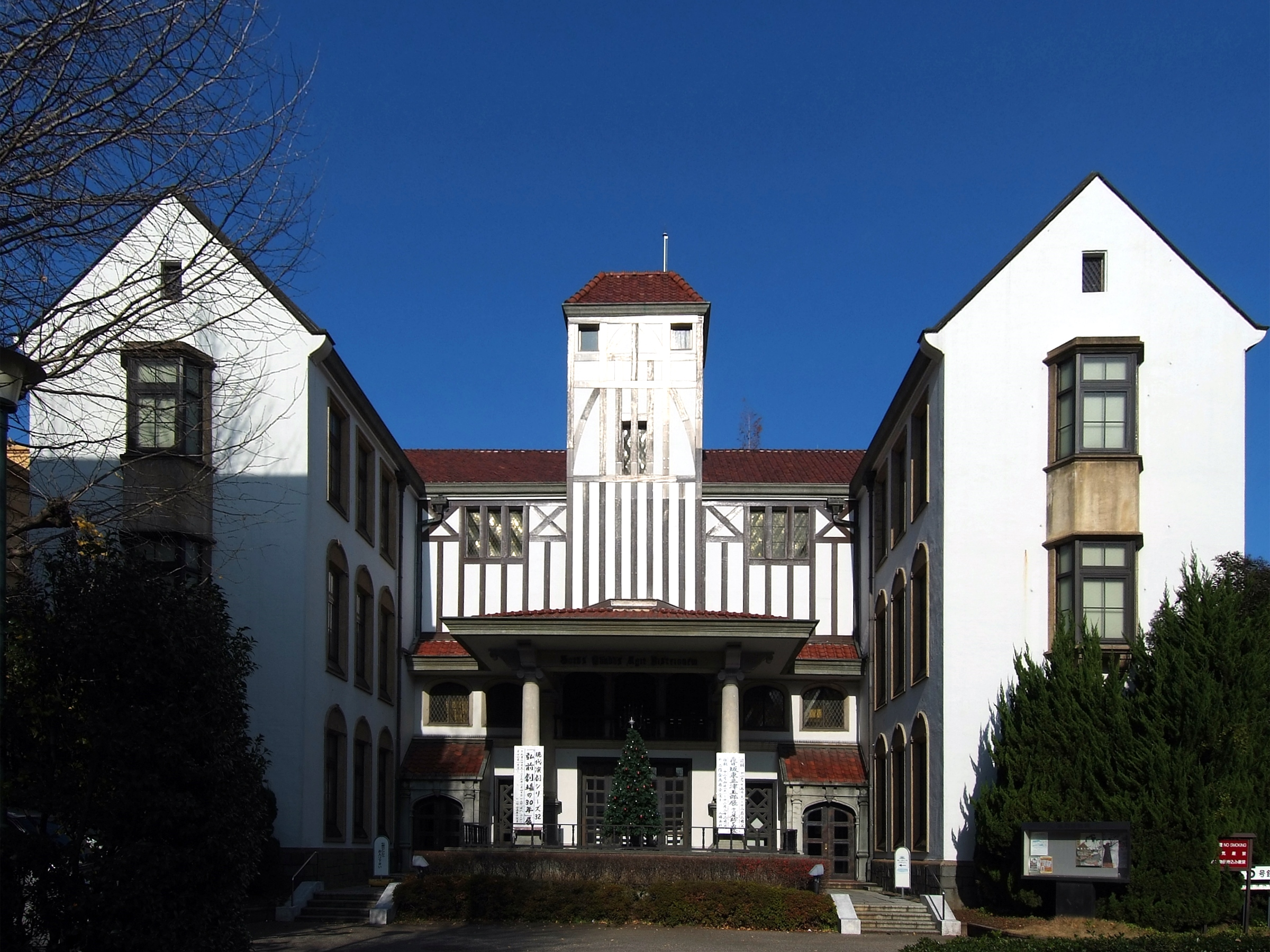
坪內博士紀念劇院博物館，位於早稻田大學
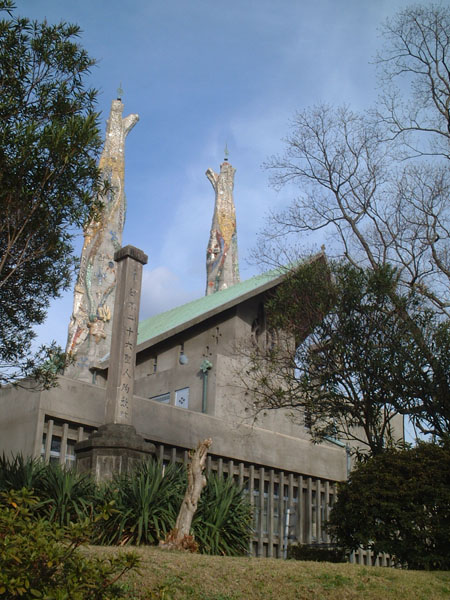
日本二十六聖人紀念館
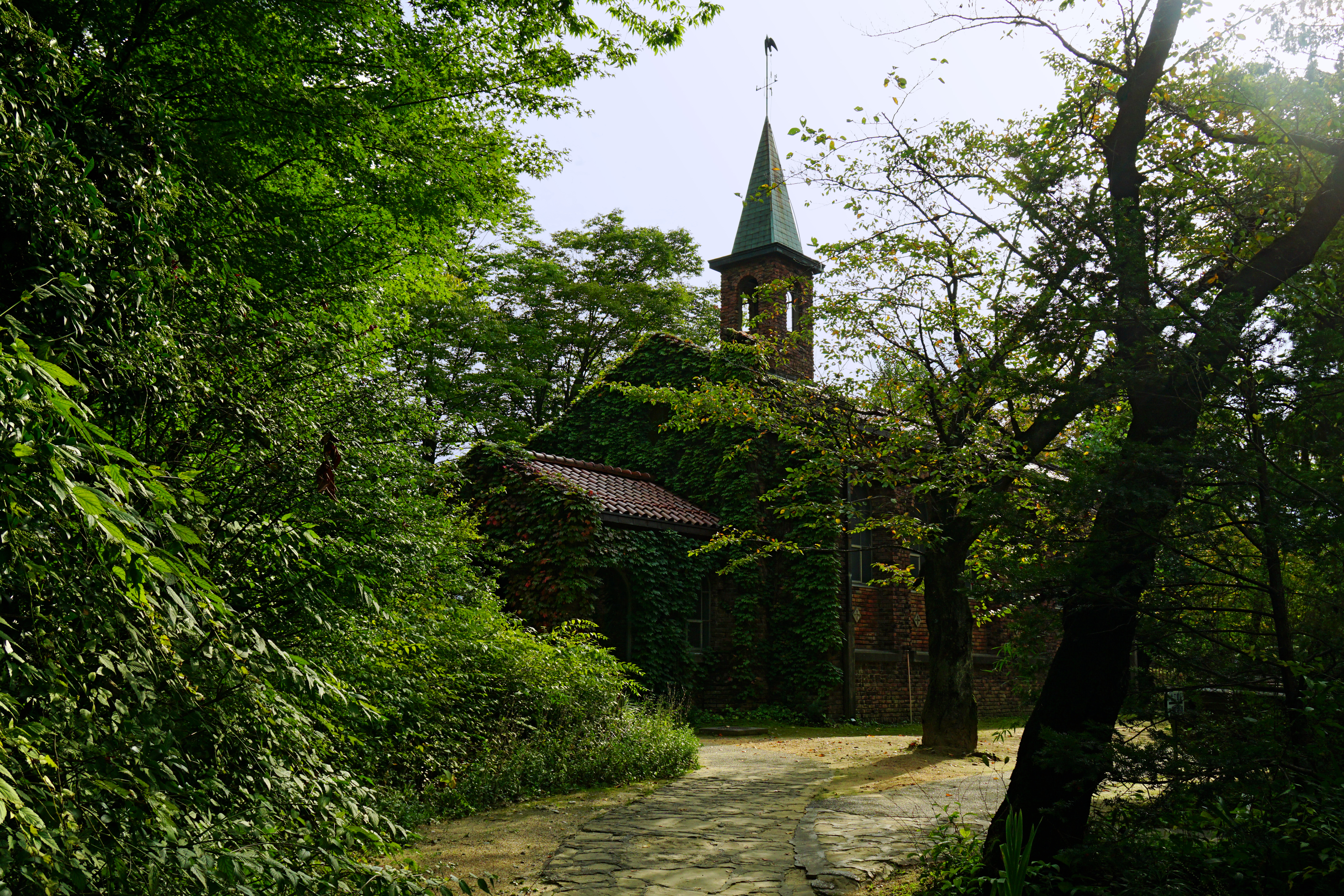
碌山美術館

## 得獎紀錄
- 1960年：日本建築學會獎，作品大多喜町役場。
- 1963年：日本建築學會獎，作品日本二十六聖人紀念館。
- 1966年：日本藝術院獎，作品桃華樂堂。
- 1970年：勳三等瑞寶章。
- 1977年：日本建築學會獎。

## 著作
- 《蘇維埃俄國新興建築圖案》（（日語）《ソヴィエートロシア新興建築図案》），洪洋社，1932年。
- 《建築家的畫稿》，相模書房，1955年。
- 《歐旅素描》，美術出版社，1964年。
- 《旅路：今井兼次作品集》，今井兼次先生古稀紀念會，1968年。
- 《建築和人性》（（日語）《建築とヒューマニティ》），早稻田大學出版部，1985年4月，ISBN 4-657-85512-3。
- 《今井兼次繪日誌》（（日語）《今井兼次絵日誌》），早稻田大學出版部，1987年8月，ISBN 4-657-87716-X。
- 《今井兼次著作集1 ~ 4》，中央公論美術出版社，1993年5月 ~ 1995年5月，ISBN 4-8055-1438-8、ISBN 4-8055-1439-6、ISBN 4-8055-1440-X、ISBN 4-8055-1441-8。
- 《建築創作論》，鹿島出版會，2009年5月，ISBN 978-4-306-04527-9。

## 外部連結
- （日語）唐津市の「小笠原記念館」建築家・今井兼次のデザインの魅力紹介 （页面存档备份，存于）